# Philipp Josef Pick

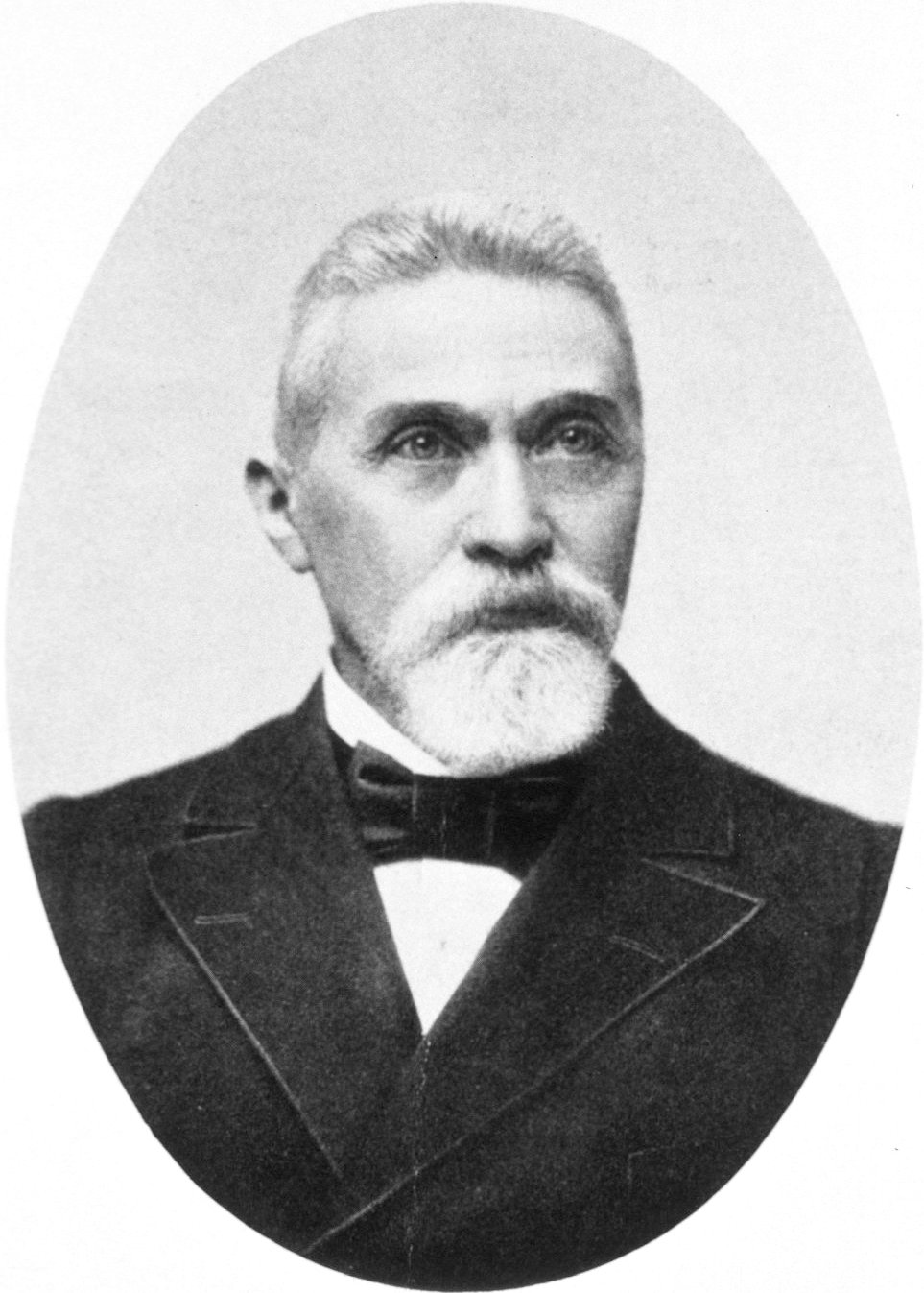
Philipp Josef Pick

Philipp Josef Pick (* 14. Oktober 1834 in Neustadt an der Mettau; † 3. Juni 1910 in Prag) war ein böhmischer Dermatologe.

## Leben
Pick begann 1854 sein Studium der Naturwissenschaften, speziell der Geologie und Biologie, an der Universität Wien, wechselte aber an die medizinische Fakultät und promovierte daselbst 1860. Nach dem Studium arbeitete er als Assistent an der Dermatologischen Klinik bei Ferdinand von Hebra in Wien und habilitierte 1867 (Ueber Exzema marginatum). Nach einer Anstellung als Privatdozent an der Universität Wien wechselte er 1873 als außerordentlicher Professor und Leiter der neugegründeten II. Klinik für Haut- und Geschlechtskrankheiten nach Prag. Von 1896 bis 1906 war er der erste Ordinarius für Dermatologie an der Universität Prag.
Philipp Josef Pick ist der Vater des Internisten und Medizinhistorikers Friedrich Pick (1867–1926), des Dermatologen Walter Pick (1874–1932) und des Chemikers Hans Pick (1879–1942), der am 12. Mai 1942 von Prag nach Theresienstadt deportiert wurde und in Lublin dem Holocaust zum Opfer fiel.

## Leistungen
Nach Pick ist die Pick-Herxheimer-Krankheit benannt (historisch auch Erythromelie (Pick) genannt). Er entdeckte unabhängig von Heinrich Köbner und kurze Zeit nach ihm Trichophyton tonsurans als Auslöser der Leistenflechte und ihm wird die Einführung von Iodoform und Emplastrum saponatum salicylicum in der dermatologischen Praxis zugeschrieben.
1869 war er Mitbegründer und Herausgeber des Archivs für Dermatologie und Syphilis und 1889 ein Mitbegründer und erster Präsident der Deutschen Dermatologische Gesellschaft. Am 28. Juni 1897 wurde er in die Deutsche Akademie der Naturforscher Leopoldina aufgenommen.